# HaZewi

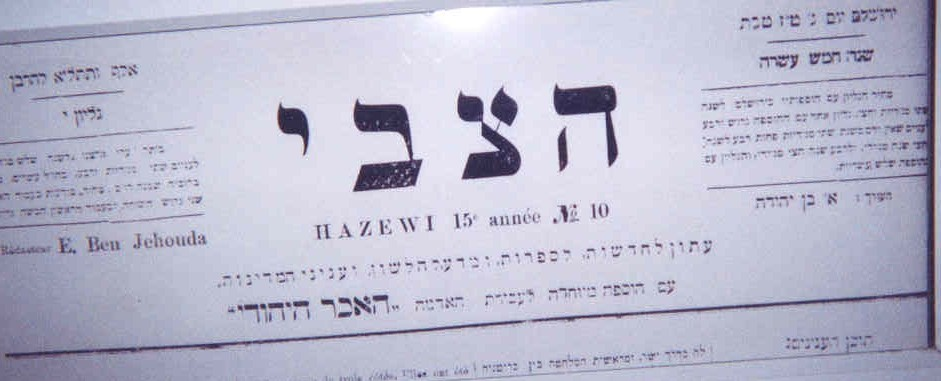
Titelseite von HaZewi mit dem Untertitel „Zeitung für Nachrichten, Literatur, Sprachwissenschaft und staatliche Angelegenheiten“

HaZewi (hebräisch הַצְּבִי haZvī, deutsch ‚Der Hirsch‘) war eine hebräischsprachige Zeitung, herausgegeben in Jerusalem von Elieser Ben-Jehuda, dem zum großen Teil die Tatsache zu verdanken ist, dass Hebräisch heute wieder als Muttersprache in Gebrauch ist. Die Zeitung erschien von 1884 an, bis sie 1914 vom Osmanischen Reich verboten wurde.

## Geschichte
Die erste Ausgabe von HaZewi erschien am 24. Oktober 1884. Zu diesem Zeitpunkt noch als Wochenzeitung herausgegeben, wandelte sie sich 1908 zur Tageszeitung. Die Ausgaben galten als revolutionär, behandelten säkulare Themen und zeichneten sich durch moderne Techniken des Journalismus aus, insbesondere nachdem Itamar Ben-Avi, Ben-Jehudas Sohn, die Mitarbeit aufnahm. Durch die französische Presse beeinflusst, hielten mit Ben-Avi Sensationsüberschriften Einzug, welche sich zusammen mit einem neuen Reportagenstil von den herkömmlichen Zeitungen unterschieden. HaZewi wurde das Sprachrohr des Neuen Jischuws, der zionistischen Siedlerbewegung außerhalb der historischen Städte vor Israels Staatsgründung. Die Zeitung enthielt Übersetzungen deutscher, später auch französischer Literatur sowie originaler hebräischer Prosa. Der Bedarf an hebräischen Wörtern für die tägliche Berichterstattung forderte, dass Ben-Jehuda neue Wörter prägte und an seinem Lebenswerk, der Zusammenstellung eines hebräischen Wörterbuches arbeitete.
Im Jahre 1908 wurde der Name aufgrund von Lizenzierungsbeschränkungen zu HaOr (hebräisch הָאוֹר haʾŌr, deutsch ‚Das Licht‘) geändert. 30 Jahre nach der ersten Ausgabe wurde die Zeitung aufgrund der in ihr publizierten offenen Forderung nach einem jüdischen Staat vom Osmanischen Reich während des Ersten Weltkrieges verboten. (vgl. „Der Judenstaat“ von Theodor Herzl)